# Tapsi Hapsi – Bűnügyi különkiadás
A Tapsi Hapsi – Bűnügyi különkiadás (eredeti cím: The Bugs Bunny Mystery Special) 1980-ban bemutatott amerikai rajzfilm, amely a Bolondos dallamok című rajzfilmsorozat alapján készült. Az animációs játékfilm rendezője Gerry Chiniquy. A forgatókönyvet Jack Enyart és Hal Geer írta, a zenéjét Harper MacKay szerezte. A tévéfilm a Warner Bros. Television gyártásában készült. Műfaja bűnügyi filmvígjáték.
Amerikában 1980. október 26-án a CBS-en, Magyarországon 1987. november 1-jén az MTV1-en vetítették le.

## Szereplők
| Szereplő                          | Eredeti hang  | Magyar hang      |
| --------------------------------- | ------------- | ---------------- |
| Tapsi Hapsi                       | Mel Blanc     | Harkányi Endre   |
| Cucu malac                        | Mel Blanc     | Képessy József   |
| Izé Mizéke (Elmer Fudd) nyomozó   | Mel Blanc     | Petrik József    |
| Rissz-Rossz Sam                   | Mel Blanc     | Székhelyi József |
| Vili, a prérifarkas               | Mel Blanc     | Velenczey István |
| Csőrike                           | Mel Blanc     | Földessy Margit  |
| Szilveszter                       | Mel Blanc     | Koroknay Géza    |
| Diszpécser                        | Mel Blanc     | Szombathy Gyula  |
| Wanden, a börtönigazgató          | Mel Blanc     | Horváth László   |
| Rádióbemondó                      | Mel Blanc     | Balázsi Gyula    |
| Kalauz                            | Mel Blanc     | Elekes Pál       |
| Bulldog a vonaton                 | Mel Blanc     | Huszár László    |
| Újságárus fiú                     | Mel Blanc     | Szokol Péter     |
| Polgármester                      | Mel Blanc     | Halász László    |
| Csőrike gazdája (archív felvétel) | Bea Benaderet | Kassai Ilona     |

### Magyar szinkron
- Munkatárs: Boros István
- Magyar szöveg: Jankovich Krisztina
- Hangmérnök: Kováts Gábor
- Rendezőasszisztens: Lakos Éva
- Vágó: Nikodém Zsigmond
- Gyártásvezető: Nagy Zoltán
- Szinkronrendező: Tomasevics Zorka
- Cím és stáblista felolvasó: Kertész Zsuzsa
- Szöveg felolvasó: Kristóf Tibor

A szinkron a Magyar Televízió megbízásából a Pannónia Filmstúdió készült 1986-ban.

## Összeállítások
- Bugs and Thugs (Az egyik Tapsi Hapsi, a másik Rabló)
- Baby Buggy Bunny (A csencselő csecsemő)
- Big House Bunny (Tapsi Hapsi a dutyiban)
- Operation: Rabbit (Nyúl hadművelet)
- Compressed Hare (Miért nyúl a nyúl?)
- All a Bir-r-r-d (Madarat tolláról)
- Catty Cornered (Sarokba szorítva)
- Hare Lift